# Scott Speedman
Robert Scott Speedman (Londra, 1º settembre 1975) è un attore inglese.

## Biografia
Nato a Londra da genitori scozzesi, la madre, Mary Campbell, è una maestra delle elementari e campionessa di corsa e il padre, Roy Speedman, è un responsabile della grande distribuzione organizzata. All'età di 4 anni, si trasferisce con la famiglia a Toronto, in Ontario, e pratica nuoto a livello agonistico alla Earl High Secondary School. Membro della nazionale giovanile di nuoto canadese, si classifica nono alle qualificazioni del 1992 per le Olimpiadi. A causa di un incidente al collo deve abbandonare lo sport e si focalizza sul suo interesse per la recitazione studiando alla University of Toronto e York University.
Si presenta quindi ai provini per una parte nel film Batman Forever, ma non riesce ad ottenere il ruolo di Robin. Tuttavia, la sua audizione gli fa guadagnare visibilità e inizia a partecipare ad alcuni film e serie per la televisione canadese. Debutta nel 1995 nella serie televisiva canadese Net Worth e, dopo alcune apparizioni in piccoli ruoli televisivi, decide di trasferirsi a New York per studiare alla Neighborhood Playhouse.
La svolta nella sua carriera avviene quando ottiene la parte di Ben Covington, nella serie televisiva Felicity, a fianco di Keri Russell. Questa sua partecipazione da protagonista in una serie di successo gli permette di ricevere proposte cinematografiche per ruoli di maggiore importanza e, nel 2000, recita in Duets a fianco di Gwyneth Paltrow
. Dopo quattro anni nei panni di Ben Covington, nel 2003, interpreta un detective nel film poliziesco Immagini sporche e ottiene una parte nell'acclamato film indipendente drammatico di Sarah Polley La mia vita senza me. Per questa sua interpretazione di un uomo sposato con una donna malata terminale vince un "Golden Wave Award".
Recita a fianco di Kate Beckinsale nel thriller soprannaturale Underworld e nel sequel Underworld: Evolution e, insieme a James Marsden, nei thriller The 24th Day e xXx 2: The Next Level. Nel 2008 recita con Liv Tyler nel thriller horror The Strangers e con Rachel Blanchard in Adoration, diretto da Atom Egoyan. Nel 2010 interpreta Boogie in La versione di Barney, mentre nel 2012 recita in La memoria del cuore.

## Vita privata
Speedman ha una relazione con Lindsay Rae Hofmann. Nel maggio 2021, Hofmann annuncia la sua prima gravidanza. La coppia ha dato il benvenuto alla figlia il 26 ottobre 2021.

## Filmografia

### Cinema
- Kitchen Party, regia di Gary Burns (1997)
- Duets, regia di Bruce Paltrow (2000)
- Indagini sporche (Dark Blue), regia di Ron Shelton (2002)
- La mia vita senza me (My Life Without Me), regia di Isabel Coixet (2003)
- Underworld, regia di Len Wiseman (2003)
- The 24th Day, regia di Tony Piccirillo (2004)
- xXx 2: The Next Level (xXx: State of the Union), regia di Lee Tamahori (2005)
- Underworld: Evolution, regia di Len Wiseman (2006)
- Weirdsville, regia di Allan Moyle (2007)
- Anamorph - I ritratti del serial killer (Anamorph), regia di Henry Miller (2007)
- Adoration, regia di Atom Egoyan (2008)
- The Strangers, regia di Bryan Bertino (2008)
- The Last Rites of Ransom Pride, regia di Tiller Russell (2010)
- La versione di Barney (Barney's Version), regia di Richard J. Lewis (2010)
- Good Neighbours, regia di Jacob Tierney (2010)
- The Moth Diaries, regia di Mary Harron (2011)
- Citizen Gangster, regia di Nathan Morlando (2011)
- Underworld - Il risveglio (Underworld: Awakening), regia di Måns Mårlind (2012)
- La memoria del cuore (The Vow), regia di Michael Sucsy (2012)
- The Captive - Scomparsa (The Captive), regia di Atom Egoyan (2014)
- A piedi nudi (Barefoot), regia di Andrew Fleming (2014)
- October Gale, regia di Ruba Nadda (2014)
- Out of the Dark, regia di Lluís Quílez (2014)
- The Monster, regia di Bryan Bertino (2016)
- Run This Town, regia di Ricky Tollman (2019)
- L'ultimo libro (Best Sellers), regia di Lina Roessler (2021)
- Sharp Stick, regia di Lena Dunham (2022)
- Crimes of the Future, regia di David Cronenberg (2022)
- Cellar Door, regia di Vaughn Stein (2024)

### Televisione
- Kung Fu: la leggenda continua (Kung Fu: The Legend Continues) – serie TV, episodio 3x11 (1995)
- Nancy Drew – serie TV, 5 episodi (1995)
- Piccoli brividi (Goosebumps) – serie TV, episodio 1x15 (1996)
- Net Worth, regia di Jerry Ciccoritti - film TV (1995)
- A Brother's Promise: The Dan Jansen Story, regia di Bill Corcoran - film TV (1996)
- Giant Mine, regia di Penelope Buitenhuis - film TV (1996)
- Dead Silence, regia di Daniel Petrie Jr. - film TV (1997)
- What Happened to Bobby Earl?, regia di Bradley Wigor - film TV (1997)
- Ogni nove secondi (Every 9 Seconds), regia di Kenneth Fink - film TV (1997)
- Rescuers: Stories of Courage: Two Couples, regia di Tim Hunter e Lynne Littman - film TV (1998)
- Felicity – serie TV, 84 episodi (1998-2002)
- Last Resort – serie TV, 13 episodi (2012-2013)
- Animal Kingdom – serie TV, 25 episodi (2016-2018)
- Grey's Anatomy - serie TV (dal 2018)
- You - serie TV, 9 episodi (2021)
- Teacup - serie TV, 8 episodi (2024)

## Doppiatori italiani
Nelle versioni in italiano dei suoi lavori, Scott Speedman è stato doppiato da:
- Vittorio De Angelis in Underworld, xXx 2: The Next Level, Underworld: Evolution, Underworld - Il risveglio
- Massimiliano Manfredi in Duets, The Strangers
- Giorgio Borghetti in A piedi nudi, You
- Fabrizio Manfredi in Indagini sporche
- Riccardo Niseem Onorato in La mia vita senza me
- Riccardo Rossi in Anamorph - I ritratti del serial killer
- Fabio Boccanera in The Strangers (doppiaggio alternativo)
- Francesco Prando in La versione di Barney
- Guido Di Naccio in The Moth Diaries
- Marco Vivio in La memoria del cuore
- Gianluca Iacono in The Captive - Scomparsa
- Andrea Lavagnino in L'ultimo libro
- Christian Iansante in Crimes of the Future
- Giorgio Bonino in Piccoli brividi
- Francesco Bulckaen in Felicity
- Stefano Crescentini in Last Resort
- Francesco Venditti in Animal Kingdom
- Simone D'Andrea in Grey's Anatomy

## Premi e candidature
| 1999 Teen Choice Awards: - Nomination miglior performance televisiva per Felicity (1998); 2000 Teen Choice Awards: - Nomination miglior attore televisivo per Felicity (1998); 2002 Teen Choice Awards: - Nomination miglior attore in una serie drammatica per Felicity (1998); 2003 Bordeaux International Festival of Women in Cinema (Golden Wave): - Vinto miglior attore per La mia vita senza me (2003); 2004 Academy of Science Fiction, Fantasy & Horror Films, USA (Cinescape Genre Face of the Future Award): - Vinto miglior promessa maschile per Underworld (2003); 2008 Teen Choice Awards: - Nomination miglior attore in un film horror o thriller per The Strangers (2008); |